# Mighty Rocket Studio
Mighty Rocket Studio est une société française d'édition et développement de jeux vidéo, basée à Tourcoing (Nord)
Elle succède à la société Hydravision Entertainement.

## Historique
Hydravision Entertainement était une société de production de jeux vidéo pour PC et consoles créée par Denis et François Potentier, deux frères passionnés par les jeux vidéo depuis leur plus tendre enfance. La société qui incube depuis 1995 dans une pièce au fond du garage de leurs parents est officiellement créée en décembre 1999. Son président est Denis Potentier, il forme avec Lionel Fumery le directoire.
Cette société est mise en liquidation judiciaire le 27 septembre 2012.
L'activité est reprise par la société Mighty Rocket Studio,,.

## Jeux développés
Hydravision
Les quatre premières productions du studio sont des jeux du genre survival horror.
- 2004 : ObsCure (Xbox, PlayStation 2, PC) édité par MC2.
- 2007 : ObsCure II (Wii, PlayStation 2, PC) édité par Playlogic.
- 2008 : Alone in the Dark (Wii, PlayStation 2) édité par Atari.
- 2009 : ObsCure: The Aftermath (PlayStation Portable) édité par Playlogic.
- 2009 : Knockout Party (Wii) édité par Ubisoft.
- 2009 : Fairytale Fights (PlayStation 3, Xbox 360) édité par Playlogic.
- 2010 : Aladin Magic Racer (Wii) édité par Bigben Interactive.
- 2010 : The X Factor (Xbox 360, PlayStation 3, Wii) édité par Deep Silver.
- 2010 : Funky Lab Rat (PlayStation 3 (PSN)) édité par Hydravision.
- 2012 : Idiot Squad (PlayStation Portable (PSN)) édité par Hydravision.
- 2012 : Dungeon Twister, le jeu vidéo (PlayStation 3 (PSN)), édité par Hydravision.

Mighty Rocket Studio
- 2012 : Final Exam (PlayStation 3, Xbox 360, PC)